# Gisela Müller-Dahlquist
Gisela Gunilla Dahlquist, född Müller 23 augusti 1944, är en svensk läkare och  professor i barnmedicin.
Gisela Dahlquist är dotter till juristen och ekonomen Hans-Friedel Müller och textilläraren Anna-Lisa Adde. Hon utbildade sig till läkare på Karolinska institutet i Solna, med licentiatexamen 1971 och doktorsexamen 1976 på en avhandling om ämnesomsättningen i den växande råtthjärnan. Hon blev docent vid Karolinska institutet 1982 och professor vid Umeå universitet 1996. Hennes fortsatta forskning rör riskfaktorer för diabetes hos barn och sjukdomens sena komplikationer. 
Gisela Dahlqvist var 2004–2012 vetenskaplig sekreterare och föredragande i Centrala etikprövningsnämnden, numera Överklagandenämnden för etikprövning. Hon var 1994-2001 ledamot av Medicinska forskningsrådet, numera Vetenskapsrådet och var  2013 ledamot av Gentekniknämnden.
Hon erhöll 1993 Knud Lundbaecks pris för "Excellent research in Diabetology" 
och 2010 Svenska Läkaresällskapets Hippokratespris.
Gisela Dahlquist debuterade som skönlitterär författare 2023 med boken Mot alla odds, som har bakgrund i hennes fars uppväxt som krigsbarn från Tyskland under första världskriget.
Hon gifte sig 1965 med farmakologen professor Rune Dahlqvist.